# Водный (Волгоградская область)
Водный — микрорайон в составе Советского района города Волгограда. Входил до 2010 года как населённый пункт в состав Горнополянского сельского поселения.

## История
Законом Волгоградской области от 30 ноября 2006 года 1333-ОД из состава Городищенского района исключено Горнополянское сельское поселение. Все населённые пункты, входившие в него, были включены в состав Волгограда (посёлки Горный (бывший административный центр), Майский, Водный, Гули Королёвой).
Бывший посёлок городского типа, в марте 2010 года включён в состав Советского района города Волгограда.

## География
Находится на берегу Волго-Донского канала (Береславское водохранилище). Граничит с Калачёвским районом Волгоградской области.

## Инфраструктура
Садовые товарищества.

## Транспорт
Автодорога 18Н-8.
Остановка «Посёлок Водный». Автобусы 52э, 60э.
Водный транспорт.